# الکسیوکا (باشقیرستان)
الکسیوکا (به لاتین: Alexeyevka) یک منطقهٔ مسکونی در روسیه است که در باشقیرستان واقع شده‌است.